# Ісай Іван Федорович
Іван Федорович Ісай (нар. 1903, село Вороньків, тепер Бориспільського району Київської області — ?) — український радянський партійний діяч, секретар Одеського обласного комітету КП(б)У, 1-й секретар Чапаєвського міського комітету ВКП(б) Куйбишевської області.

## Біографія
Народився в селянській родині. У 1921 році вступив до комсомолу.
До 1923 року працював у сільському господарстві батьків.
Закінчив радпартшколу, після закінчення якої працював секретарем Жукинського районного комітету комсомолу (ЛКСМУ) на Київщині.
Два роки служив у Червоній армії, став молодшим командиром, був комсоргом і членом батальйонного бюро комсомолу.
Член ВКП(б).
Після демобілізації закінчив робітничий факультет та два роки навчався в Київському інституті механізації та електрифікації сільського господарства.
З 1933 року працював контролером Народного комісаріату землеробства УСРР в свинрадгоспі «Х-річчя Жовтня» Чернігівської області.
У 1937 році закінчив Київський індустріальний інститут, інженер-електрик. Під час навчання очолював профком інституту, обирався секретарем партійного бюро Київського індустріального інституту. Одночасно працював нештатним інструктором райпарткому в Києві та партійним слідчим Комісії партійного контролю по Київській області.
У 1937—1938 роках — черговий інженер Київської електростанції.
У 1938—1939 роках — відповідальний організатор відділу керівних партійних органів ЦК КП(б)У.
2 березня 1939 — 1941 року — 3-й секретар Одеського обласного комітету КП(б)У.
На 1941—1943 роки — 1-й секретар Чапаєвського міського комітету ВКП(б) Куйбишевської області.
У червні 1944 — 1 лютого 1951 року — 3-й секретар Вінницького обласного комітету КП(б)У.
На 1953—1958 роки — начальник Управління будівництва і монтажу «Укрголовсільелектро»; керуючий тресту «Укрсільелектробуд» Міністерства сільського господарства Української СРР.
Подальша доля невідома.

## Нагороди
- два ордени «Знак Пошани» (24.11.1942, 26.02.1958)
- медалі